# Motor giratório
Le Rhône 9C, um típico motor 
giratório da Primeira Guerra Mundial. 
Os dutos de cobre transportam a mistura ar-combustível do cárter aos cabeçotes de cada um dos cilindros.
Motor Giratório é uma configuração de motores de combustão interna de simetria radial, onde a árvore de manivelas, permanece fixa e as demais partes do motor giram.
Esta configuração é semelhante ao motor radial, diferindo pelo fato que no motor radial os cilindros e as demais peças do motor permanecem fixas e a árvore de manivelas gira. Estes motores foram usados principalmente em aviões, no período que antecedeu a Primeira Guerra Mundial.
No início dos anos 20 do século XX, os motores giratórios tornaram-se obsoletos, principalmente devido ao baixo torque de saída, consequência da forma de trabalho do motor. Também estava limitado pela forma de aspiração da mistura ar-combustível, através do cárter seco, que afetava diretamente seu rendimento volumétrico. Por outro lado, em seu tempo, foi uma solução muito eficiente para os problemas de peso, potência e confiabilidade.

Animação.